# 이노 마나부
이노 마나부(Manabu Ino, 1972년 10월 7일 ~ )는 일본의 배우, 일본의 성우이다.
미에현에서 태어났다.

## 방송
- 공포신문
- 낚시 바보 일지 신입 사원 하마사키 덴스케 세토나이카이에서 대어! 결혼식 대패닉편
- 낚시 바보 일지 ~신입 사원 하마사키 덴스케~ 시즌2
- 낚시 바보 일지 ~신입 사원 하마사키 덴스케~
- 민왕